# Roderick MacKinnon
Roderick MacKinnon (* 19. Februar 1956 in Burlington, Massachusetts) ist ein US-amerikanischer Biochemiker und Mediziner und Professor für Molekulare Neurobiologie und Biophysik an der Rockefeller University. Zusammen mit Peter Agre erhielt er 2003 den Nobelpreis für Chemie für seine Aufklärung des Permeationsmechanismus in Kaliumkanälen.

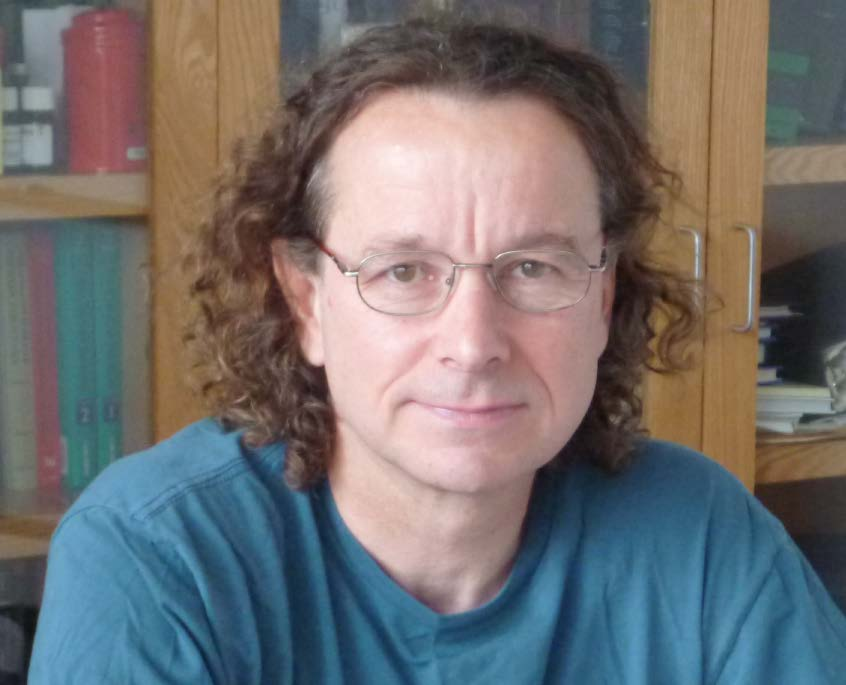
Roderick MacKinnon

## Leben
Roderick MacKinnon wuchs in Burlington auf und schrieb sich erst an der University of Massachusetts in Boston ein. Jedoch wechselte er nach nur einem Jahr an die renommiertere Brandeis University, um seine Studien voranzutreiben. Er erhielt dort 1978 einen Bachelor in Biochemie, während er für seine Abschlussarbeit unter Christopher Miller den Transport von Kalzium über die Zellmembran untersuchte. An der Brandeis University traf er auch seine zukünftige Ehefrau und Arbeitskollegin Alice Lee.
Nach seinem Abschluss an Brandeis trat er in das Medizinprogramm der Tufts University ein. 1982 schloss er dort seine Ausbildung als Arzt ab und arbeitete danach als Internist im Beth Israel Hospital in Boston. Doch diese Arbeit ermöglichte es ihm nicht, seine Wunschkarriere zu verfolgen und so kehrte er 1986 zu Christopher Miller nach Brandeis als Post-Doktorand zurück. 1989 wurde er Assistenzprofessor an der Harvard-Universität, wo er die Interaktionen des Kaliumkanals mit einem spezifischen Toxin aus Skorpiongift studierte und sich selbst die Methoden der Kristallstrukturanalyse beibrachte.
1996 wurde er an die Rockefeller University als Professor und Direktor des Labors für Molekulare Neurobiologie und Biophysik berufen. Dort begann er mit der Strukturaufklärung der Kaliumkanäle, welche besonders wichtig für das Nervensystem sind und es Kaliumionen ermöglichen, die Zellmembran zu passieren. Ionenkanäle sind unter anderem für die Funktion des Nervensystems und der Muskeln wichtig. Das Aktionspotential in Nervenzellen wird erzeugt, wenn ein Ionenkanal auf der Oberfläche einer Nervenzelle durch ein chemisches Signal, das von einer nahe gelegenen Nervenzelle ausgesendet wird, geöffnet wird, woraufhin sich ein elektrischer Spannungspuls entlang der Nervenzellenoberfläche dadurch fortpflanzt, dass im Verlauf von einigen Millisekunden eine ganze Reihe von Ionenkanälen geöffnet und geschlossen werden.
Vor MacKinnon war die genaue Struktur der Kanäle und ihre Funktionsweise unbekannt und Spekulationen überlassen. Doch nach nur zwei Jahren an der Rockefeller University gelang es ihm 1998 trotz allen Hindernissen, welche die Strukturaufklärung integraler Membranproteine bis zu diesem Zeitpunkt beinahe unmöglich machten, eine exakte dreidimensionale Struktur eines Kaliumkanals von Bakterien zu publizieren. Dadurch konnte auch die hohe Selektivität dieser Kanäle für Kaliumionen erklärt werden – die kleineren Natriumionen können nicht passieren. Die wissenschaftliche Fachzeitschrift Science bezeichnete diese Leistung als eine der größten wissenschaftlichen Erfolgsgeschichten des Jahres 1998.
Seine Arbeit führte er hauptsächlich an der Cornell High Energy Synchrotron Source (CHESS) der Cornell University und an der National Synchrotron Light Source (NSLS) des Brookhaven National Laboratory aus.
1998 erhielt MacKinnon den W. Alden Spencer Award, 1999 teilte er sich den Albert Lasker Award for Basic Medical Research mit Clay Armstrong und Bertil Hille – eine der größten Auszeichnungen für einen Wissenschaftler auf dem Gebiet der Medizin. Im Jahre 2000 wurde er in die amerikanische National Academy of Sciences gewählt und hat seither zahlreiche weitere Auszeichnungen erhalten, so 2000 den Rosenstiel Award, 2001 sowohl den Perl-UNC Neuroscience Prize als auch den Gairdner Foundation International Award, 2003 den Louisa-Gross-Horwitz-Preis und 2005 den Hans Neurath Award der Protein Society. Im Jahre 2003 erhielt MacKinnon den Nobelpreis für Chemie. 2005 wurde er zum Mitglied der American Philosophical Society gewählt.